# Движение Уилла-Клохесси-Уилтшира
Движение Уи́лла-Кло́хесси-Уи́лтшира — движение тела в задаче двух тел по орбите, близкой к круговой. Является линеаризацией динамической системы тела в орбитальной системе координат (ОСК). Радиус-вектор тела относительно движения точки по невозмущённой круговой орбите имеет вид:
{\displaystyle {\boldsymbol {r}}={\begin{bmatrix}-3C_{1}\omega t+2C_{2}\cos(\omega t)-2C_{3}\sin(\omega t)+C_{4}\\C_{5}\sin(\omega t)+C_{6}\cos(\omega t)\\2C_{1}+C_{2}\sin(\omega t)+C_{3}\cos(\omega t)\end{bmatrix}}}
где ω — угловая скорость движения тела относительно второго, а константы {\displaystyle {C}_{1}..{C}_{6}} определяются от положения {\displaystyle {\boldsymbol {r}}_{0}=[x,y,z]^{T}} и скорости {\displaystyle {\boldsymbol {\upsilon }}_{0}=[\upsilon _{x},\upsilon _{y},\upsilon _{z}]^{T}} тела ОСК в начальный момент времени {\displaystyle t=0}:
{\displaystyle {\begin{array}{lcl}{C}_{1}&=&2z+{\frac {\upsilon _{x}}{\omega }},\\{C}_{2}&=&{\frac {\upsilon _{z}}{\omega }},\\{C}_{3}&=&-3z-2{\frac {\upsilon _{x}}{\omega }},\\{C}_{4}&=&x-2{\frac {\upsilon _{z}}{\omega }},\\{C}_{5}&=&{\frac {\upsilon _{y}}{\omega }},\\{C}_{6}&=&y.\end{array}}}